# Торошелидзе, Малакия Георгиевич
Малакия Георгиевич Торошелидзе (груз. მალაქია გიორგის ძე ტოროშელიძე, 15 марта 1880 года, село Схвава (ныне Амбролаурский муниципалитет Грузии) — 9 июля 1937) — грузинский советский литератор и общественный деятель. Ректор Тбилисского государственного университета (1928—1930).

## Биография
Из крестьян.
В 1910 году окончил юридический факультет Женевского университета, вернулся в Тифлис и включился в революционную деятельность. Был членом редакций большевистских газет «Бой» и «Кавказский раб». В 1921—1922 годах был председателем Верховного Совета государственного сектора Грузии, а в 1922—1924 годах — председателем правления Цекавашири (ცეკავაშირის).
Член ВКП(б).
Ректор Тбилисского университета (с сентября 1928 по сентябрь 1930), в 1931—1936 годах — председатель Комитета Грузинской ССР и заместитель председателя Совета народных комиссаров. В 1934—1935 годах возглавлял Тбилисский филиал Института Маркса-Энгельса-Ленина, Союз писателей Грузии, в 1936 году — Народный комиссар образования.
Делегат 1-го Всесоюзного съезда советских писателей (1934), где выступил с докладом о грузинской литературе. Поскольку по инициативе А. М. Горького в повестку дня съезда был включён вопрос о развитии национальных литератур и их взаимодействии с русской культурой, в дело вмешался и сам И. Сталин, пожелавший ознакомиться с тезисами докладов, в том числе руководителя писателей Грузии М. Торошелидзе. "По возвращении в Тбилиси М. Торошелидзе срочно собрал тогдашнее руководство Союза и подробно рассказал нам о содержании этой беседы… «Как? Вы скажете съезду, что грузинский народ только после Октябрьской революции обрел возможности творчества, а до той поры ничего не создал в области культуры?.. Передайте грузинским писателям от моего имени, что, если они не могут [создать] нечто подобное тому, что создали наши предшественники в области культуры и литературы, пусть хоть окажутся в состоянии показать это наследие».
Пожелание Сталина было воплощено в жизнь: после съезда начался массовый перевод произведений национальных писателей на русский язык, а русских — на языки народов СССР.
По мнению ряда исследователей является настоящим автором книги «К вопросу об истории большевистских организаций в Закавказье» (1935).
Арестован 10 сентября 1936 года как троцкист, а 9 июля 1937 года расстрелян. Верховным судом Грузии реабилитирован 10 марта 1956 года.

## Семья
- Жена — Минадора, урождённая Орджоникидзе, меньшевичка, член Учредительного собрания Грузии, в советское время трижды арестована[9][10].
  - Сын — Гиоргий (1906/07—1937), арестован вслед за отцом, расстрелян[9].
  - Сын — Левон (?—1937), арестован в 1937, расстрелян[9].
  - Дочь — Сусанна Торошелидзе[11].

Брат (?) — Самсон (1877—1937), расстрелян